# 蒙哥馬利村 (馬里蘭州)
蒙哥馬利村（英語：Montgomery Village）是位於美國馬里蘭州蒙哥馬利縣的一個普查規定居民點。

## 人口
根據2020年美國人口普查的數據，蒙哥馬利村的面積為10.26平方千米，當中陸地面積為10.05平方千米，而水域面積為0.21平方千米。當地共有人口34893人，而人口密度為每平方千米3,400.88人。